# ロバート・ピーター (第8代ピーター男爵)
第8代ピーター男爵ロバート・ジェームズ・ピーター（英語: Robert James Petre, 8th Baron Petre FRS FSA、1713年6月3日 – 1742年7月2日）は、イングランド貴族。

## 生涯
第7代ピーター男爵ロバート・ピーター（1713年3月22日没）とキャサリン・ウォームズリー（1697年1月4日 – 1785年1月31日、バーソロミュー・ウォームズリーの娘）の息子として、1713年6月3日に生まれた。父の死後に生まれたため、出生と同時にピーター男爵の爵位を継承した。
1731年10月28日、王立協会フェローに選出された。1739年、ロンドン考古協会フェローに選出された。
自身の領地であるソーンドン・ホールの造園に熱心であり、第9代ノーフォーク公爵エドワード・ハワードの領地であるワークソップの造園計画も立てたという。
1742年7月2日にロンドンで天然痘により死去、8日にインゲートストーンで埋葬された。息子ロバート・エドワードが爵位を継承した。

## 家族
1732年5月2日、アン・ラドクリフ（Anne Radcliffe、1760年3月31日没、第3代ダーウェントウォーター伯爵ジェームズ・ラドクリフの娘）と結婚、1男3女をもうけた。
- キャサリン（1783年10月13日没） - 1755年9月18日、ジョージ・フィエスキ・ヘニッジ（George Fieschi Heneage、1730年8月7日 – 1782年3月21日、トマス・ヘンリー・ヘニッジの息子）と結婚、子供あり
- バーバラ - トマス・ジファード（Thomas Giffard、1775年没、ピーター・ジファードの息子）と結婚、子供あり
- ジュリア - 1763年、エドワード・ウェルド（Edward Weld、1741年 – 1775年）と結婚
- ロバート・エドワード（1742年 – 1801年） - 第9代ピーター男爵